# Danson metropoli
Albums de Piccola Orchestra Avion Travel
Per come ti amo
(2004) Nino Rota l'amico magico
(2009)
Danson metropoli - Canzoni di Paolo Conte est le quatorzième album du groupe de pop-jazz italien Piccola Orchestra Avion Travel, paru le 12 février 2007 et reprenant des chansons de Paolo Conte, sous la direction artistique de ce dernier. Paolo Conte a également écrit une chanson originale, Il giudizio di Paride, pour cet album.

## Genèse du projet
Trois ans après leur dernier album, le groupe Piccola Orchestra Avion Travel, réduit à trois membres, décide de travailler avec Paolo Conte pour un album de reprises de ses titres. Pour un titre, Elisir, Paolo Conte rejoint le groupe, en chantant avec Gianna Nannini. L'album contient aussi un inédit, Il giudizio di Paride. La musique, tous les textes, ainsi que les gouaches illustrant le livret de l'album, sont de Paolo Conte. Les paroles sont en italien et en napolitain. L'album accueille également l'Orchestre de chambre des Marches, dirigé par Daniele Di Gregorio.
L'album est publié, en France, le 19 mars 2007, par Bonsaï Music.
Deux clips vidéo d'animation ont été réalisés : un pour Sijmadicandhapajiee, et l'autre pour Elisir. Tous deux ont été peints et animés par Giuseppe Ragazzini.

## Liste de titres de l'album
1. Danson metropoli - 4 min 46 s.
2. Cosa sai di me? - 6 min 11 s.
3. Aguaplano - 4 min 40 s.
4. Un vecchio errore - 4 min 43 s.
5. Elisir - 3 min 54 s.
6. Il giudizio di Paride - 4 min 9 s.
7. Max - 3 min 50 s.
8. Spassiunatamente - 4 min 6 s.
9. Blue Haways - 3 min 53 s.
10. Sijmadicandhapajiee - 3 min 57 s.
11. Languida - 5 min 55 s.

## Artistes ayant participé à l'album
- Peppe Servillo : voix
- Fausto Mesolella : guitares
- Vittorio Remino : basse
- Mimì Ciaramella : batterie
- Mario Tronco : orgue Hammond sur Cosa sai di me ?
- Daniele Di Gregorio : percussions, claviers, orgue
- Ferruccio Spinetti : contrebasse / basse
- Gianna Nannini et Paolo Conte : voix sur Elisir
- Marta Argenio : chœurs

## Réception
Pendant 19 semaines, l'album reste au Top 100 des albums italiens. Il entre au classement à la troisième place durant la quatrième semaine de 2007. C'est son meilleur classement et il ne le conserve qu'une semaine. Il quitte le classement à la 27e semaine de 2007.